# La Naissance d'une fée
 (avril 2018).

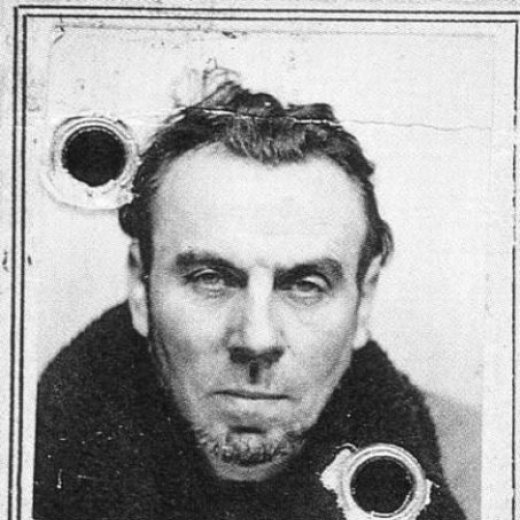
Photo d'un document d'identité de Louis-Ferdinand Céline, vers 1943-1944.

La Naissance d'une fée est le premier des trois ballets de Bagatelles pour un massacre (1937) de Louis-Ferdinand Céline. Il a été réédité en 1959 dans Ballets sans musique, sans personne, sans rien. Céline a été largement inspiré par Lucie Almansor, sa future épouse, danseuse, pour la création du ballet,.

## Description

### Le décor
Une auberge, un village, une forêt et une clairière immergés dans un cadre bucolique mêlant féerie, légèreté et sérénité. Le ballet se clôt dans le château du Diable, un autre décor plus inquiétant. L'histoire se passe au XVIIIe siècle, sous Louis XV,.

### Les personnages
Évelyne, une jolie jeune fille, le Poète, son fiancé, et Karalik, une sorcière capable de deviner l'avenir. Viennent s'ajouter le Diable, les animaux de la forêt, les habitants du village, les ballerines, un chasseur et une gitane.

### L'histoire
La sorcière Karalik, jalouse de la passion vécue par le poète et Évelyne, décide de leur jeter un sort. Pendant ce temps, au village, le Diable pousse les notables à épier les ballerines de l'auberge subitement transformée en studio de danse. Le Poète tombe amoureux de l'une des ballerines et délaisse Évelyne. Désespérée, celle-ci s'enfuit dans la clairière et rencontre un chasseur qui vient de tuer une biche. Elle lui raconte son histoire, attirant ainsi l'attention d'un esprit de la danse. Ce dernier lui remet alors un roseau d'or qui lui permet de danser divinement.
Évelyne s'attire la haine d'une gitane en raison de ses danses merveilleuses. Celle-ci finit par la poignarder sur ordre de Karalik. Morte, Évelyne est ramenée à la vie par les esprits de la forêt qui lui injectent quelques gouttes de Lune.
L'histoire se termine dans le Château du Diable. Tous les personnages du ballet se sont réunis pour un repas gigantesque. Évelyne et Karalik se rencontrent tandis que le poète se trouve enchainé à une table à proximité. Devenue fée, Évelyne fait s'effondrer le château et se retrouve seule dans la clairière avec son ancien fiancé qui tente de lui demander pardon. Celle-ci, indifférente, disparait peu après avec ses amis, laissant le Poète chanter seul ses amours impossibles.

## Sources et références
1. ↑  « Céline, auteur de ballets », sur www.lepetitcelinien.com (consulté le 18 avril 2018)
2. ↑  Vous, « http://www.celineenphrases.fr/LA%20DANSE/La%20danse.htm », sur www.celineenphrases.fr (consulté le 18 avril 2018)
3. ↑  « La Naissance d'une fée », sur louisferdinandceline.free.fr (consulté le 18 avril 2018)
4. ↑  Louis-Ferdinand Céline, Ballets sans musique, sans personne, sans rien, Gallimard, 1959 (lire en ligne)